# 모지민
모지민은 대한민국의 드랙 아티스트다. 모어라는 이름으로 활동하며, 활동명 "모어"는 ‘털 모(毛)에 물고기 어(魚)’를 쓴다. 낯설고 이질적이고 이 사회 어디에도 속하기 애매한 존재, ‘털 난 물고기’라는 뜻이다. 동시에 영어로 'More(더)'를 뜻하기도 한다.
모어는 한국예술종합학교 무용원에서 발레를 전공했다. 22살 이태원 클럽 '트랜스'에서 처음 드랙 쇼를 시작한 이후 20년 넘게 드랙 아티스트로서 자신의 쇼를 진행해 왔다. 2010년 가수 이은미의 `녹턴` 뮤직비디오에 출연해 당시 대중들에게 생소한 드랙 아티스트의 존재를 알렸고, 이후 신세하의 `Tell Her`(2017), 이랑의 `나는 왜 알아요`(2017), Owen의 `love & hate`(2019), 씨엘의 `+H₩A+(2020), 미미시스터즈의 `우리, 수다떨자`(2021), 술탄 오브 더 디스코의 `탱탱볼`(2021), DOF2D의 `meanings!`(2021) 등 다수 뮤직비디오에 출연하였다. 또한 2019년 6월 뉴욕에서 열린 스톤월 항쟁 50주년 공연에서 `올란도` 역을 연기하고 같은 해 [THE ORIGIN OF LOVE] 투어 공연에 참여하였다.

## 작품
- 모어 (다큐멘터리 영화)
- 털난 물고기 모어
- 왜 내가 너의 친구라고 말하지 않는 것인가